# 情报循环
传统的情报循环（intelligence cycle，又譯情報過程）的概念描述了民事或军事情报机构或执法机构处理情报的一个基本循环过程，是一个有重复节点组成的封闭环路。
情报循环包括以下阶段：识别决策者的情报需求、情报收集、情报处理、情报分析，并出版情报产品。然后，决策者提供反馈和提出修订的要求，于是这条环路就形成了。

## 需求导向
情报需求是为了满足决策者的情报目标而制定的。在美国的联邦政府，情报需求可能出自白宫或国会。在北约系统中，指挥官使用“需求表”（有时称「情报基本要素」"Essential Elements of Intelligence"，簡稱 EEIs）启动一个情报循环。

## 情報收集
为了响应情报需求，情报人员要制定一个情报收集计划，以便有效使用现有资源和方法，并从其他情报机构寻求情报。根据组织状况及其获得准入许可的资源状况，情报资源可能包括HUMINT（人力情报）， IMINT （图像情报），ELINT（电子情报），GIGINT（信号情报），OSINT（公开或开源情报）等 

## 情报整理
一旦成功执行了收集计划并且获得了信息，就要进入情报整理阶段。这涉及到翻译外文的原始情报资料、评价信息的相关性和可靠性、整理的原始情报，为情报开发做准备。

## 情报分析
情报分析揭示了被处理信息的意义和含义，并通过整合离散的信息将这种意义和含义集中表达出来，以识别隐含信息和模式，然后解释任何新开发的知识的意义。 

## 情报传播
情报产品产生后，会根据决策者的要求和报告要求采取多种表现形式。一个情报组织或情报团体通常将众多不同种类的情报分成不同的紧急层次。例如，一个迹象和预警（I&W）报告需要比年度报告更高的优先级。

## 信息反馈
情报循环是一个封闭环，所以信息反馈来自情报循环起始端的决策者。
- IMINT imagery intelligence （页面存档备份，存于）